# 410년

## 연호
- 동진(東晉) 의희(義熙) 6년
- 고구려(高句麗) 영락(永樂) 20년
- 후진(後秦) 홍시(弘始) 12년
- 북위(北魏) 영흥(永興) 2년
- 서진(西秦) 경시(更始) 2년
- 남량(南凉) 가평(嘉平) 3년
- 북량(北凉) 영안(永安) 10년
- 남연(南燕) 태상(太上) 6년
- 서량(西凉) 건초(建初) 6년
- 북연(北燕) 태평(太平) 2년
- 하(夏) 용승(龍昇) 4년

## 기년
- 동진(東晉) 안제(安帝) 14년
- 북위(北魏) 명원제(明元帝) 2년
- 신라(新羅) 실성 마립간(實聖麻立干) 9년
- 고구려(高句麗) 광개토왕(廣開土王) 20년
- 백제(百濟) 전지왕(腆支王) 6년

## 사건
고구려 광개토왕이 동부여를 쳐서 항복시켰다.

## 탄생
- 아틸라, 훈족의 왕